# Prey Chhor
Prey Chhor es uno de los 16 distritos que forman la provincia camboyana de Kompung Cham, con una población estimada en marzo de 2008 de 125 352 habitantes. Está dividido en las siguientes  comunas (khum), que se muestran asimismo con población estimada de 2008:
- Baray 9,460
- Boeng Nay 12,675
- Chrey Vien 14,982
- Khvet Thum 5,135
- Kor 9,883
- Krouch 5,649
- Lvea 6,828
- Mien 12,695
- Prey Chhor 2,374
- Samraong 6,918
- Sour Saen 5,034
- Srangae 5,765
- Thma Pun 9,267
- Tong Rong 5,485
- Trapeang Preah 13,202[1]